# Чесний театр
ЧЕ́сний теа́тр — український незалежний театр, що діє у Києві з 2010 року. Загальні принципи колективу: українська мова, камерність, інтерактив із глядачем, соціальна значимість для українського простору. Режисером театру є Катерина Чепура. З 2018 року вистави театру відбуваються переважно в Національному Центрі театрального мистецтва ім. Леся Курбаса.

## Опис
З 2018 року вистави театру відбуваються переважно в Національному Центрі театрального мистецтва ім. Леся Курбаса.
Засновником та єдиним режисером театру є Катерина Чепура, яка також активно займається громадською діяльністю.
Сам театр описує себе так:
|  | Чесний театр — це театральна співдружність тих, хто прагне змінити світ. Без перебільшень і пафосу. Матеріал, який ми підбираємо для роботи обов'язково містить у собі питання, які є вкрай конфліктними для суспільства. Ми обираємо подібні теми саме для того, аби розв'язати проблеми, осмислити їх, і жити далі з новим поглядом на власний всесвіт. Чесний театр засновано на принципах поваги до самих себе, до своїх колег, і до землі, на якій ми живемо, і на якій творимо. Наш колектив є цілком відкритим для сторонніх поглядів, будь-хто може відвідати будь-яку репетицію, по завершенню поставити будь-які запитання чи висловити зауваження. Репетиції наших вистав відбуваються як в театральних залах, так і на міських площах, в парках та кав'ярнях. Ми експериментуємо і проводимо досліди, закликаючи публіку взяти в них участь. |

## Історія
Майбутній творчий склад Чесного театру зібрався для реалізації постановки драми «Між двох сил» за п'єсою Володимира Винниченка. Переважна більшість акторів, включно із режисеркою Катериною Чепурою, були одногрупниками, які навчалися в КНУКіМ на курсі викладачки Нінель Биченко. Перший показ цієї вистави відбувся в КНУКіМ, оскільки це була дипломна робота режисерки Катерини Чепури. Після цього виставу почали ставити на інших неуніверситетських майданчиках, зокрема у Київському будинку актора. Саме на цій постановці зародився майбутній колектив Чесного театру. На одну з таких вистав завітав відомий актор та художній керівник Національного академічного драматичного театру ім. Івана Франка Богдан Ступка і запросив режисерку Катерину Чепуру до свого театру на стажування, а пізніше взяв її на роботу.
Три роки (2010—2012), протягом яких Катерина Чепура працювала в театрі ім. Івана Франка, Чесний театр не діяв. Після смерті Богдана Ступки в 2012 році Катерину Чепуру звільнили з театру ім. Івана Франка і через кілька місяців вона почала роботу над новою виставою Чесного театру «Бояриня», прем'єра якої відбулась 6 жовтня 2013 року на базі театрального центру «Пасіка» в Києво-Могилянській академії.
Театр входив до складу театрального центру «Пасіка». До 2018 року «Пасіка» діяла на базі Культурно-мистецького центру Києво-Могилянській академії до 2018 року, коли керівництво університету припинило співпрацю з нею.

## Репертуар
- «Бояриня» (за Лесею Українкою, прем'єра — 6 жовтня 2013 року) — дія п'єси відбувається в 18 столітті в часи Руїни. П'єса складається із двох частин: місцем дії першої є Лівобережна Україна, а місцем дії другої є Москва. До оригінальних елементів п'єси також доданий і сучасний елемент — гопники, які мають продемонструвати негативний вплив сучасної Росії на українців а також зв'язати події п'єси із сьогоденням. Окрім безпосередньої участі в виставі, гопники проводять інтерактив з глядачами до і після вистав.[8][9][10][11] Оригінальну музику написала композиторка Олеся Оникієнко.

- «Катерина» (за однойменною поемою Тараса Шевченка, прем'єра — 23 серпня 2015 року в рамках фестивалю «Ше.Fest») — дія п'єси відбувається в 19 столітті в України. Головна героїня — українська дівчина Катерина, що народжує позашлюбну дитину від російського офіцера, після чого стає ганьбою для своїх батьків і посміховиськом для чужих людей. Засмучені батьки проганяють її геть з дому разом з дитиною. Дівчина йде шукати свого коханого аж у Москву. Врешта, вона його знаходить, але він не хоче знати ні її, ні її сина. Катерина з відчаю накладає на себе руки, залишивши сина сиротою. В постановці Чесного театру зроблено декілька втілень Катерини: окрім класичної дівчини Катерини, яка існує в творі, є також сучасна Катерина, що шукає заробітку за кордоном; Катерина, що представляє субкультури; дівчинка-Катерина; сучасна Катерина озлоблена на весь світ. Класична Катерина в двох моментах вистави перевтілюється на сучасну дівчину-військовослужбовця з зони бойових дій АТО. В виставі також присутній персонаж — хлопчик, який втілює нащадка всіх можливих Катерин. Вистава вирішена в червоному кольорі що символізує кров, що несе генетичний код українців.[12] Оригінальну музику написала композиторка Олеся Оникієнко.

- «Ніч 16 січня» (за однойменною п'єсою Айн Ренд, прем'єра — 19 жовтня 2016 року) — п'єса представлена у вигляді судового процесу над Карен Андре, яку судять за вбиство свого начальника та коханця, впливого банкіра Бйорна Фолкнера. Особливістю п'єси є те, що серед глядачів обираються 12 (іноді 13) присяжних, які беруть участь в судовому процесі, а в кінці виносять свій вирок підсудній. Це перша, і станом на серпень 2017 року єдина, постановка цієї п'єси в Україні.[13][14][15] Переклад п'єси українською виконав Артур Переверзєв[16]. На прем'єрі вистави був присутній Ярон Брук, директор Інституту Айн Ренд[en].[17]

- «Політично ненадійний» (вистава скомпонована з листів, художніх творів, спогадів Івана Франка, його сучасників та дослідників, зокрема Романа Горака, прем'єра — 15 червня 2017 року) — вистава має дві основні теми: політична і громадська діяльність Івана Франка та історія його кохання із Ольгою Рошкевич. В виставі немає чітких персонажів, кожна з п'яти акторок, які беруть в ній участь, втілюють різні спогади, думки та ставлення Івана Франка до певних подій. Також особливістю вистави є те, що в ній немає актора, який би виконував роль самого Івана Франка. Колектив спробував показати сторону життя і характеру Івана Франка, яка невідома широкому сучасному загалу.[18]

Режисерка Катерина Чепура так описала мету цієї вистави:
|  | Багаторічна пропаганда радянської доби створила образ Івана Франка, який не мав нічого спільного з реальністю. І досі чимало літературознавців продовжують називати Івана Яковича «вічним революціонером» і «Каменярем». Ми спробували показати іншу сторону Франка, ту, що, можливо, і створила цю велику людину, прикро, але, вона ж його, зрештою, і знищила. |

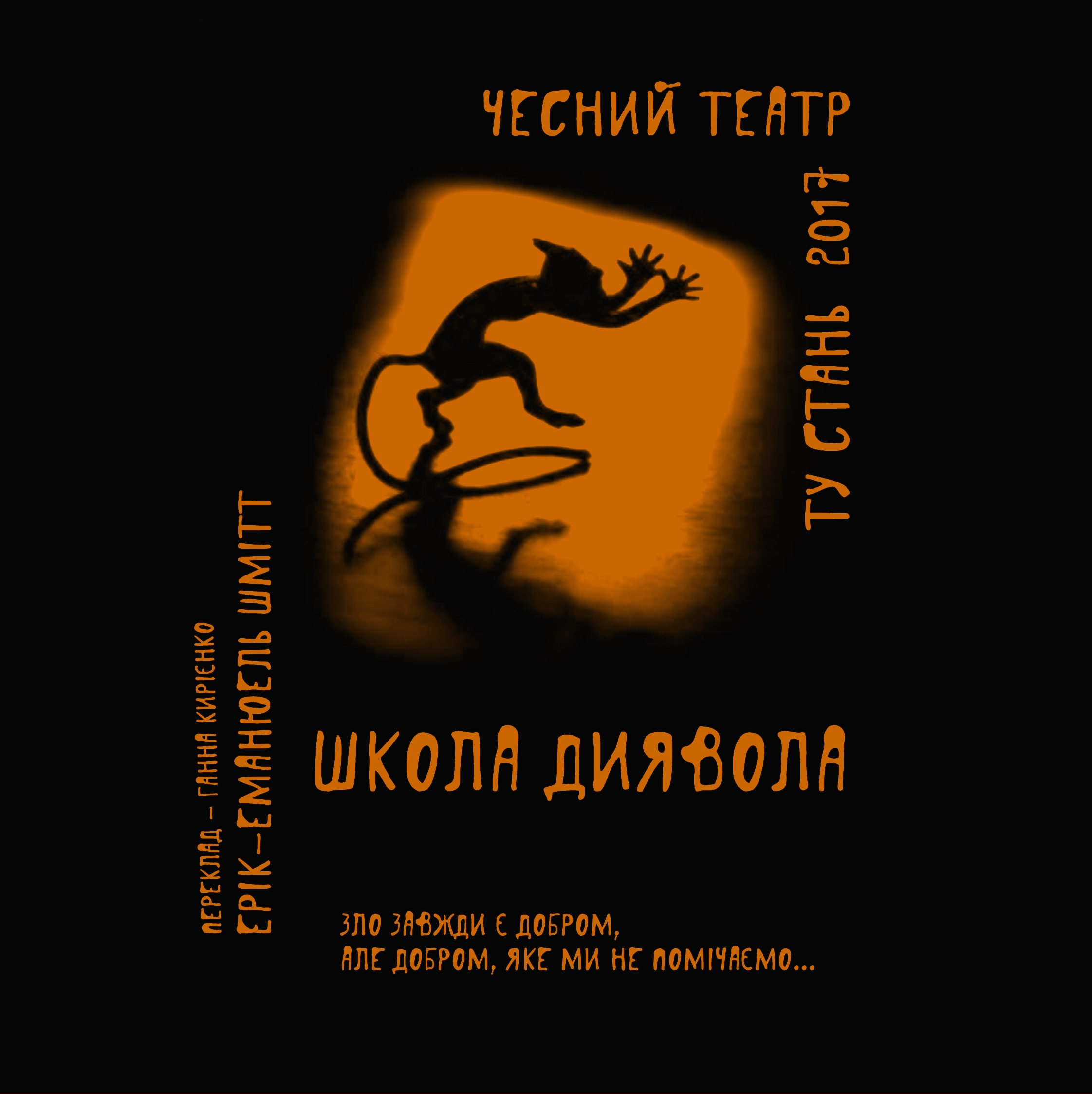
Афіша вистави «Школа диявола» Чесного театру.

- «Школа диявола» (за однойменною п'єсою Еріка-Емманюеля Шмітта, прем'єра — 4 серпня 2017 року на фестивалі «Ту Стань!») — дія п'єси відбувається в пеклі. Головним героєм є диявол із діагнозом депресія. Інші персонажі це різні втілення зла: Агаліарепт, Саргатанс, Небірос. Диявол засмучений через те, що на його думку зло недостатньо поширюється у світі і його прислужники пропонують різні варіанти розв'язання проблеми. Врешті, вони знаходять вихід із ситуації вирішивши приховати зло за масками: ідеалізму, прагматизму і психологізму. В кінці вистави диявол дає своїм прислужникам янгольського вигляду і вони ідуть у світ творити зло. У виставі Чесного театру роль диявола виконує хлопчик, що сидить на величезному гіпертрофованому троні, а ролі втілень зла одягнені в безформні костюми, що означає що вони не мають якоїсь конкретної форми. Ця п'єса була поставлена в Україні вперше і вперше перекладена українською мовою. Переклад із французької мови виконала Ганна Кирієнко. Оригінальну музику написала композиторка Олеся Оникієнко.

- «Вам чай з м'ятою чи з лимоном?» (за однойменною п'єсою Патріка Одекьора та Даніеля Наварро-Одекьора, прем'єра — 20 червня 2018 року[19]) — вистава у виставі, яка покликана зняти завісу і показати світу як існують театри, що орієнтовані не на якість, а на збагачення. В комедійній формі до глядача доносять весь той жах, в який перетворюється вистава, якщо її прагнуть створити бездарні актори на чолі з бездарним режисером. Вистава складається із двох дій. У першій дії бездарний режисер знаходить спонсора для постановки бульварної п'єси, але згодом з'ясовується, що умова спонсора — взяти його сина на головну роль. В театрі працюють бездарні техніки і освітлювачі, вистава ліпиться на швидкоруч, пропускаються ті місця, які варто було б відрепетирувати, всі між собою сваряться. Під час другої дії відбувається «прем'єра», але через обмеженість акторського складу і недостатність репетицій, актори постійно все плутають і ламають, і таким чином зривають виставу. Переклала з французької Ганна Кирієнко. У грудні 2019 виставу було показано у Броварах з метою збору коштів для онкохворих дітей[20].

- «Вона+війна» (за оригінальним текстом Світлани Спасиба, прем'єра відбулася у листопаді 2019 р.), як описують виставу її автори: «ця вистава не про бойові дії, не про кулі і розшматовані тіла, вона про тих, які на своїх „тендітних жіночих плечах“ тягнули тягар війни, але так і залишились непоміченими. Про жінок, які втрачали дітей, коханих, родини, домівки, свободу, життя. Жінок, які не менш завзято боролись за Україну, але так і залишались сірими тінями героїв визвольної боротьби…Жіноче обличчя втоми, туги, затятості та перемоги. Не чекайте в цій виставі оди жінці. Тут не про це…Це музична драма про втрачений подвиг і спроба повернути історичну пам'ять в серця тих жінок, які зараз зі зброєю чи без зброї захищають свою державу в українсько-російській війні.»[21] У виставі також підіймається тема долі жінок в УПА[22][23].

## Гастрольна діяльність
В травні 2017 р. вистава «Ніч 16 січня» демонструвалася в Полтаві на великій сцені Обласного музично-драматичного театру. У жовтні 2017 р. колектив представив виставу «Політично ненадійний» на сцені Театру імені Миколи Куліша в Херсоні.

## Колектив

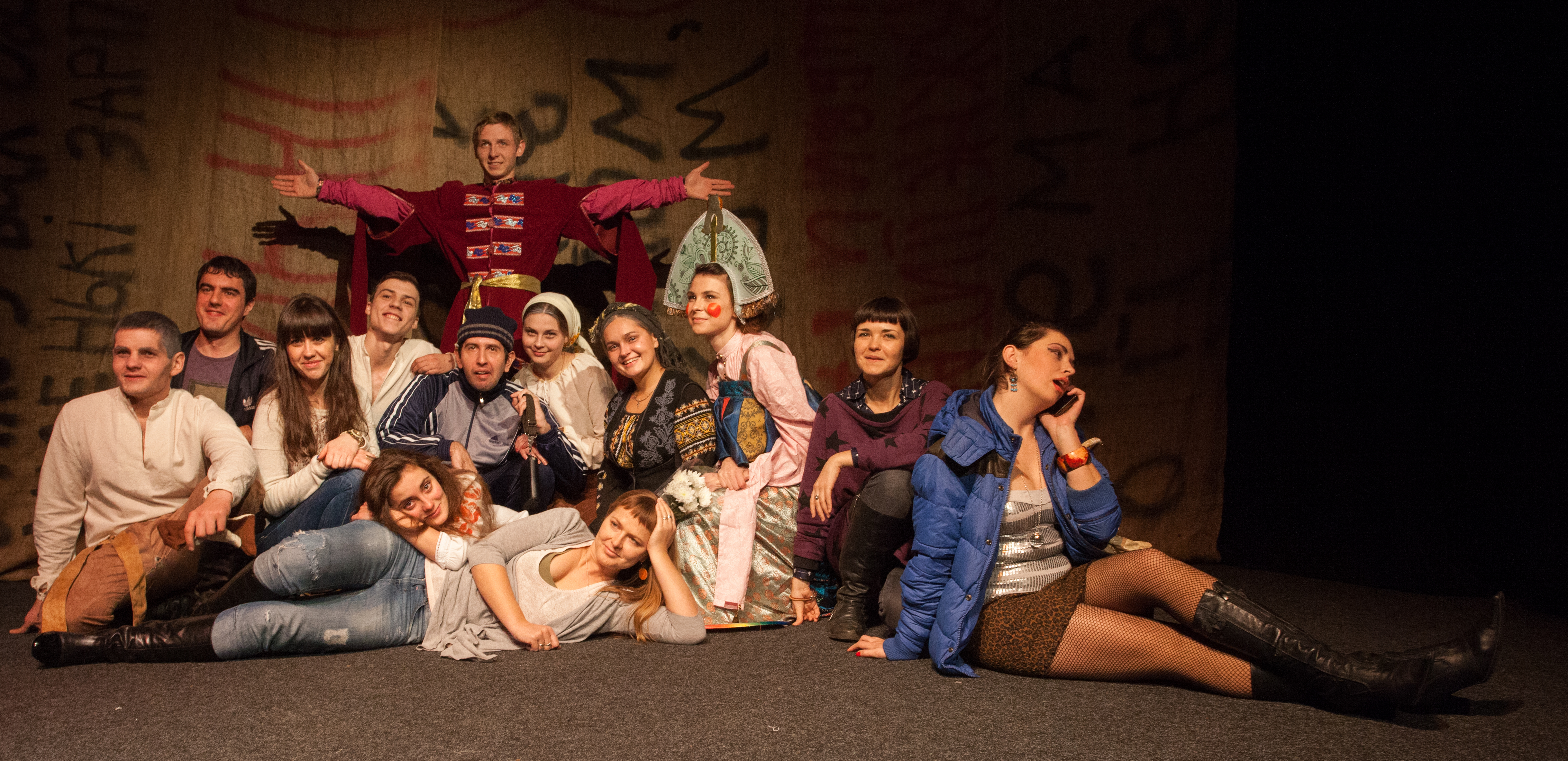
Групове фото колективу Чесного театру після вистави «Бояриня»

### Адміністративна частина
- Катерина Чепура — режисерка-постановнця;
- Олеся Оникієнко — композиторка та звукорежисерка;
- Ірина Сиротюк — креативна директорка;
- Анастасія Покотинська — художниця з костюмів;
- Артур Переверзєв — перекладач з англійської мови;
- Ганна Кирієнко — перекладачка з французької мови.

### Актори
Акторами театру переважно є випускники викладачки КНУКіМ Нінель Биченко різних років. Вони підбираються для кожного проекту окремо, а не працюють на постійній основі.
| Актор(ка)                  | «Бояриня»     | «Катерина»                 | «Ніч 16 січня»                | «Політично ненадійний» | «Школа диявола» | «Вам чай з м'ятою чи з лимоном?»   | «Вона+війна» |
| -------------------------- | ------------- | -------------------------- | ----------------------------- | ---------------------- | --------------- | ---------------------------------- | ------------ |
| Ганна Сухомлин             | Оксана        | Катерина                   | Ненсі Лі Фолкнер, Карен Андре | втілення І. Франка     | Агаліарепт      | Клара (режисерка)                  | Вона         |
| Наталка Кобізька           | матір Степана | сучасна Катерина           | суддя                         | втілення І. Франка     | Небірос         |                                    |              |
| Ксенія Васильєва           | матір Оксани  | сучасна розлючена Катерина | прокурор                      | втілення І. Франка     | Саргатанс       | Софія Марі-Аньєс (графиня)         | Вона         |
| Леонід Овчаренко           | гопник        |                            | конс'єрж                      |                        | дворецький      | Рішар Луї-Філіп (граф)             |              |
| Тарас Чепура               |               | нащадок Катерини           |                               |                        | диявол          |                                    |              |
| Ганна Кирієнко             | гопниця       |                            | секретарка суду               |                        |                 | Нанар (освітлювач та звукорежисер) |              |
| Софія Чепура               |               | Катерина-дівчинка          |                               |                        | втілення зла    |                                    |              |
| Наталія Денисенко          | Ганна         |                            | суддя                         | втілення І. Франка     |                 |                                    |              |
| Владислав Лисак            | Степан        |                            | інспектор Суїні               |                        |                 |                                    |              |
| Світлана Спасиба           |               |                            | покоївка Магда Свенсон        |                        | пекельний лікар | Бріжіт (костюмер)                  |              |
| Ксенія Стужук              | Ганна         |                            |                               |                        |                 |                                    |              |
| Роман Сілівейстров         | Іван          |                            |                               |                        |                 |                                    |              |
| Олександр Охріцький        | батько Оксани |                            |                               |                        |                 |                                    |              |
| Марина Сорока              |               |                            |                               | втілення І. Франка     |                 |                                    | Вона         |
| Лорена Колібабчук          |               |                            | Карен Андре                   |                        |                 |                                    |              |
| Олександр Мікусевич        |               |                            | Джон Грехем Вітфілд           |                        |                 | Віктор Домінік (дворецький)        |              |
| Ганна Казаченко            |               |                            | Ненсі Лі Фолкнер              |                        |                 |                                    |              |
| Назар Кошарський           |               |                            | Сігурд Джанкіст               |                        |                 |                                    |              |
| Філіп Дєдковський (Віннер) |               |                            | «Затятий» Лоуренс Рейган      |                        |                 |                                    |              |
| Катерина Старюченко        |               |                            | покоївка Магда Свенсон        |                        |                 |                                    |              |
| Андрій Гончаров            |               |                            | доктор Кіркланд               |                        |                 |                                    |              |
| Дмитро Плахотнік           |               |                            | доктор Кіркланд               |                        |                 |                                    |              |
| Іван Мандзій               |               |                            | детектив Ван Фліт             |                        |                 |                                    |              |
| Ірина Сиротюк              |               |                            | працівниця суду               |                        |                 |                                    |              |
| Дмитро Карпій              | гопник        |                            |                               |                        |                 |                                    |              |
| Єгор Воронкін              |               |                            |                               |                        |                 | Анрі Дюжарден                      |              |
| Ірина Карнаухова           |               |                            |                               |                        |                 | Роберта (технік сцени)             |              |
| Михало Іванцюра            |               |                            |                               |                        |                 |                                    | Він          |

## Нагороди
У листопаді 2021 року колектив «Чесного театру» (Катерина Чепура, Світлана Спасиба, Олеся Оникієнко, Ганна Сухомлин, Костянтин Афанасьєв, Ксенія Васильєва, Марина Сорока) був нагороджений Премією імені Богдана Хмельницького за краще висвітлення військової тематики у творах літератури та мистецтва в номінації «Твори театрального мистецтва військової тематики» за музично-драматичну вистава «Вона+Війна».

## Галерея

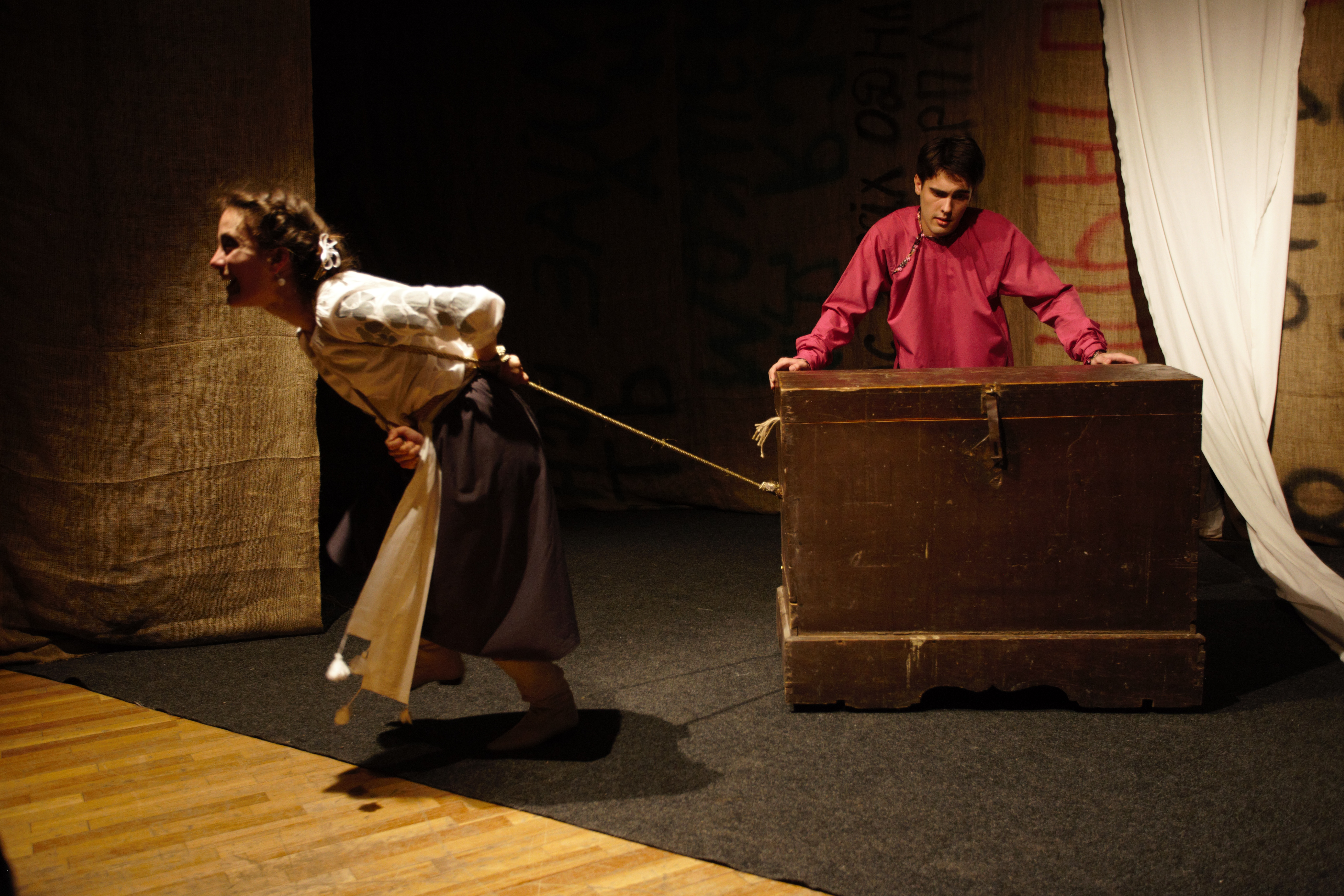
Вистава «Бояриня»
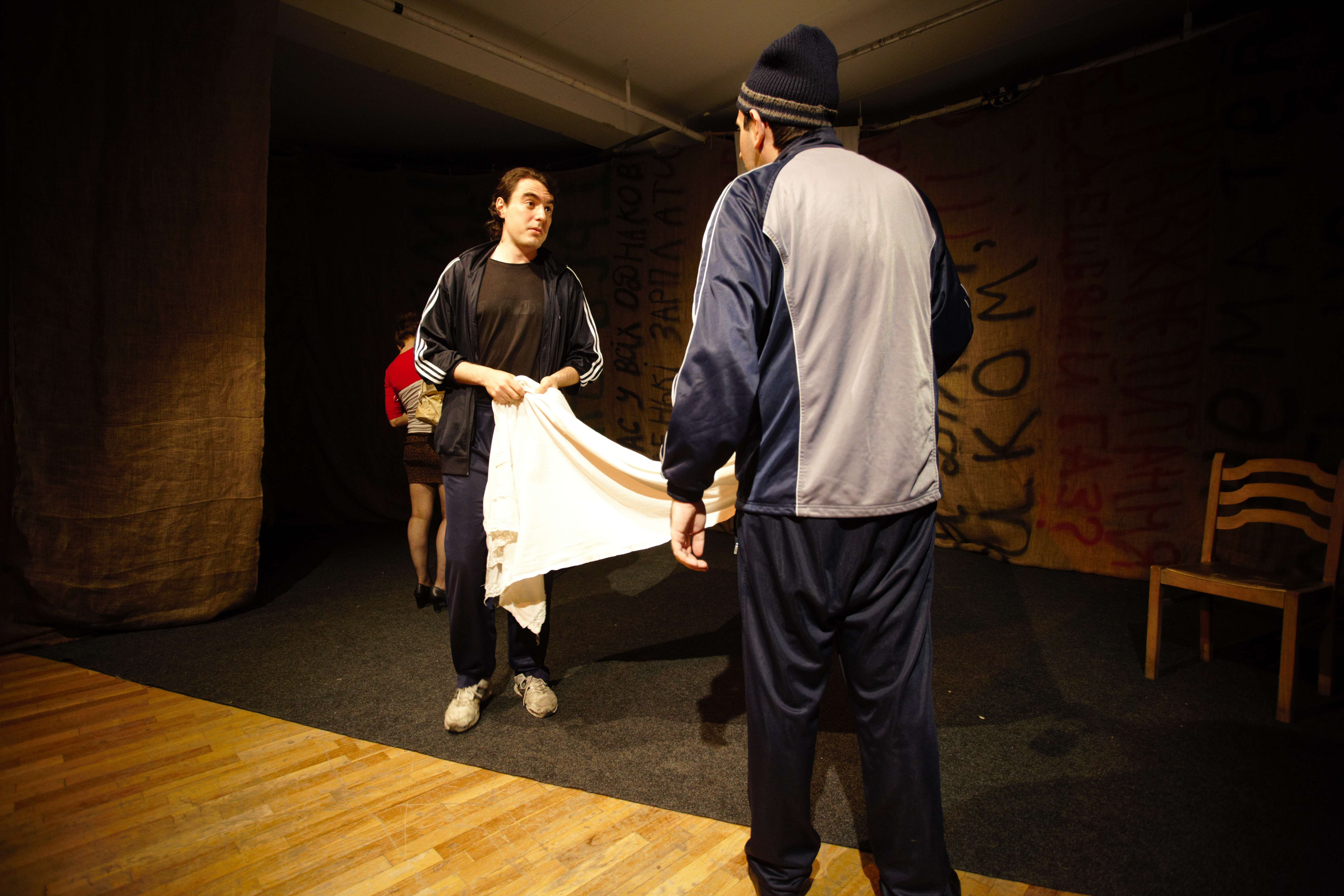
Вистава «Бояриня»
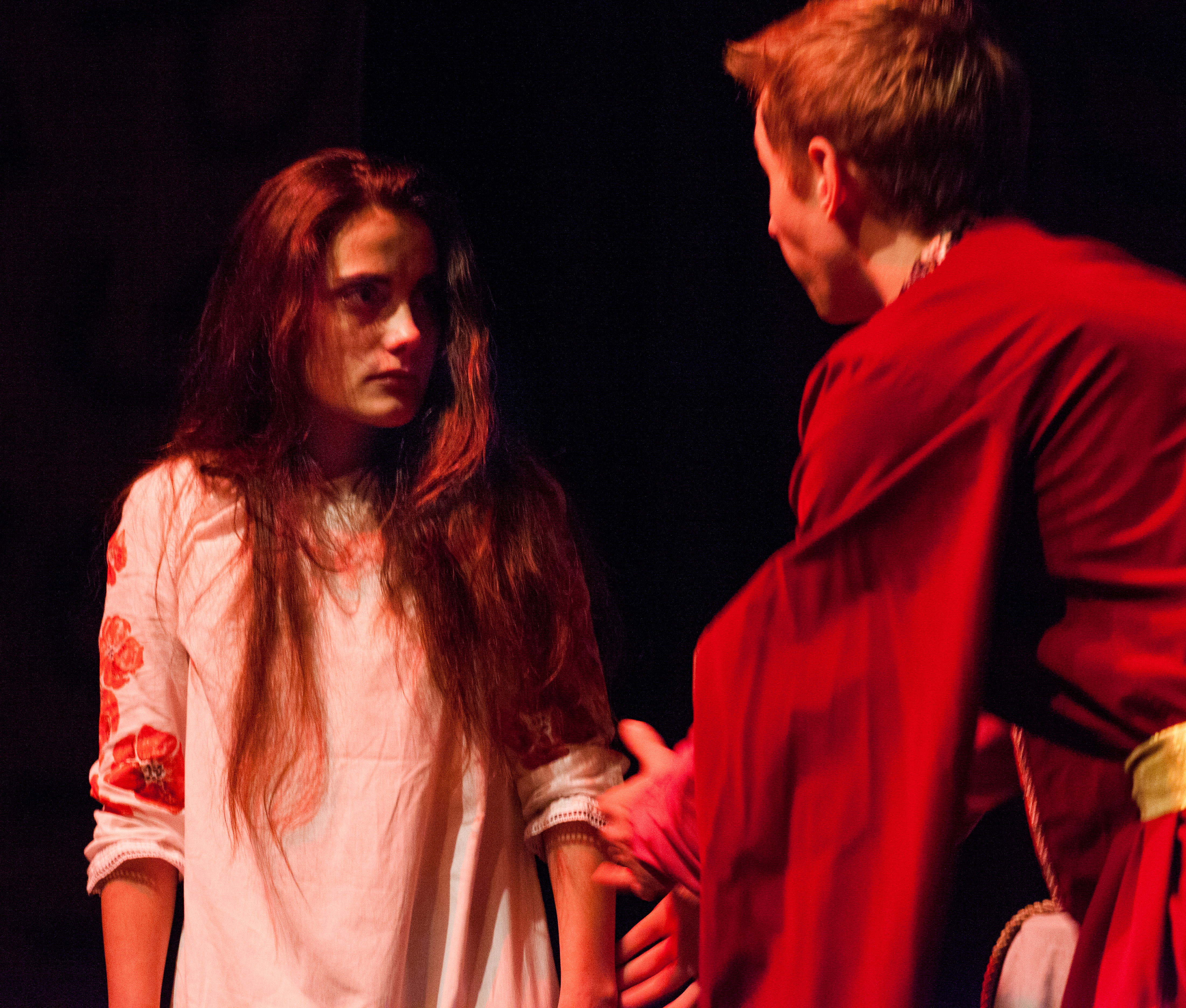
Вистава «Бояриня»
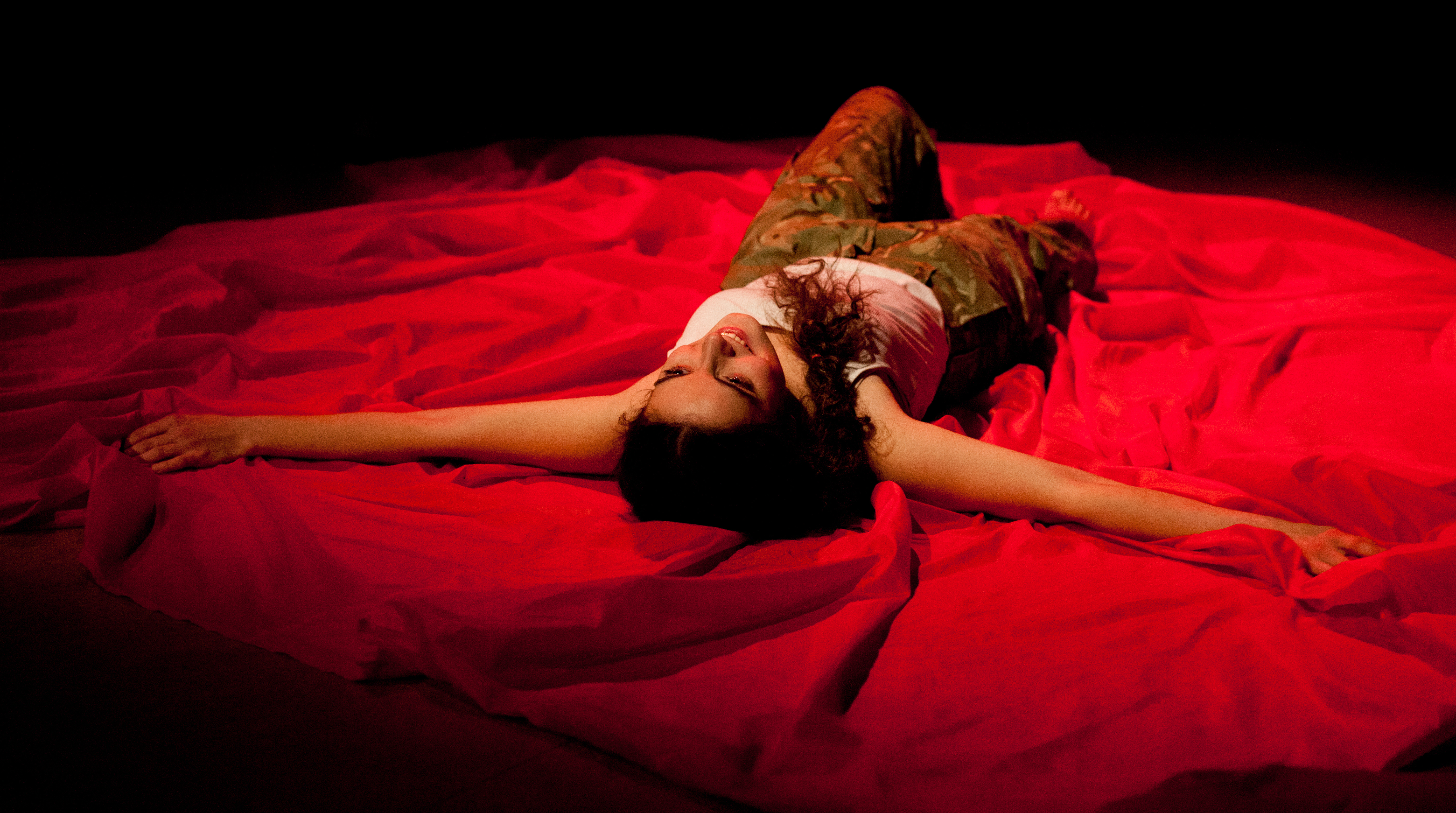
Вистава «Катерина»
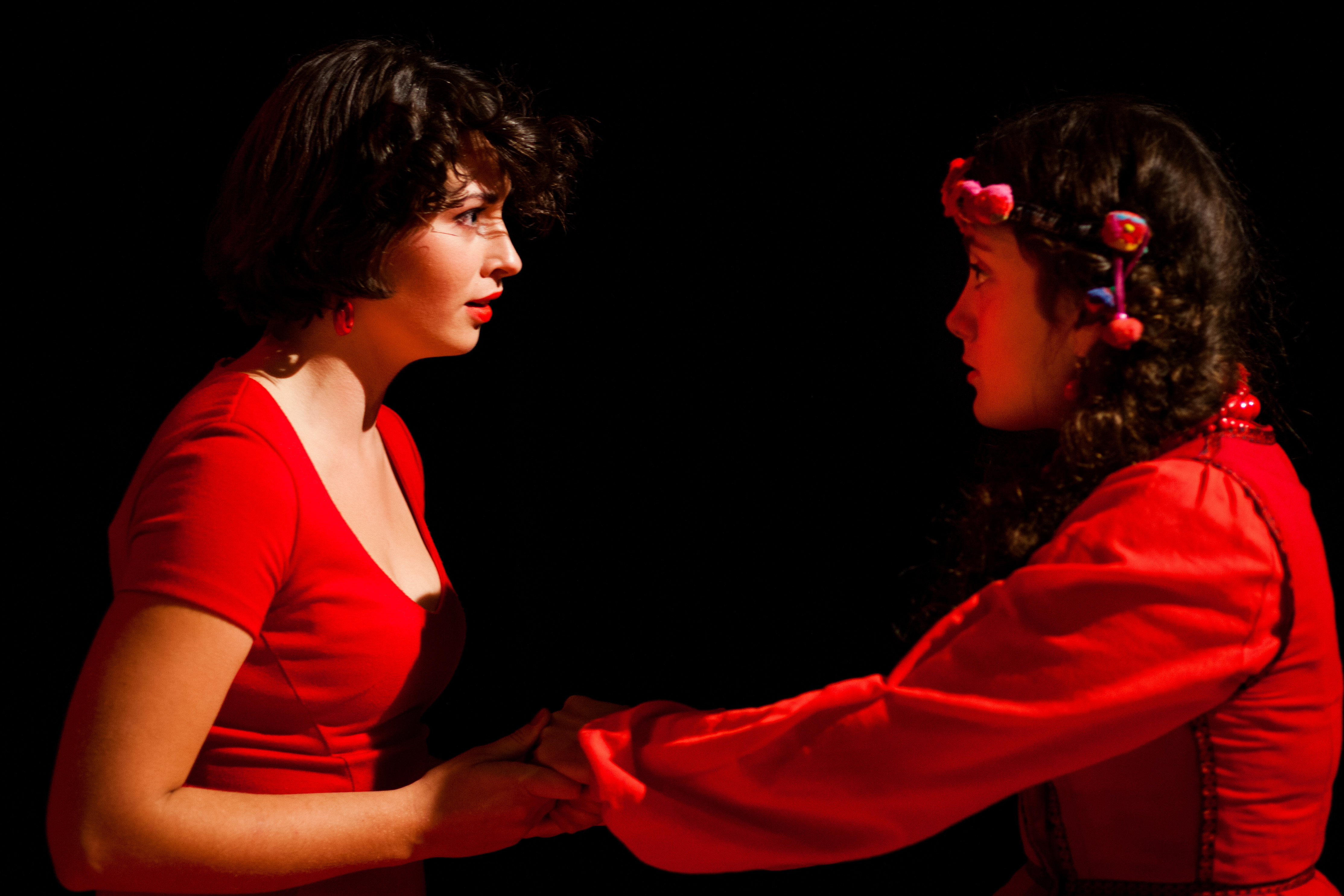
Вистава «Катерина»
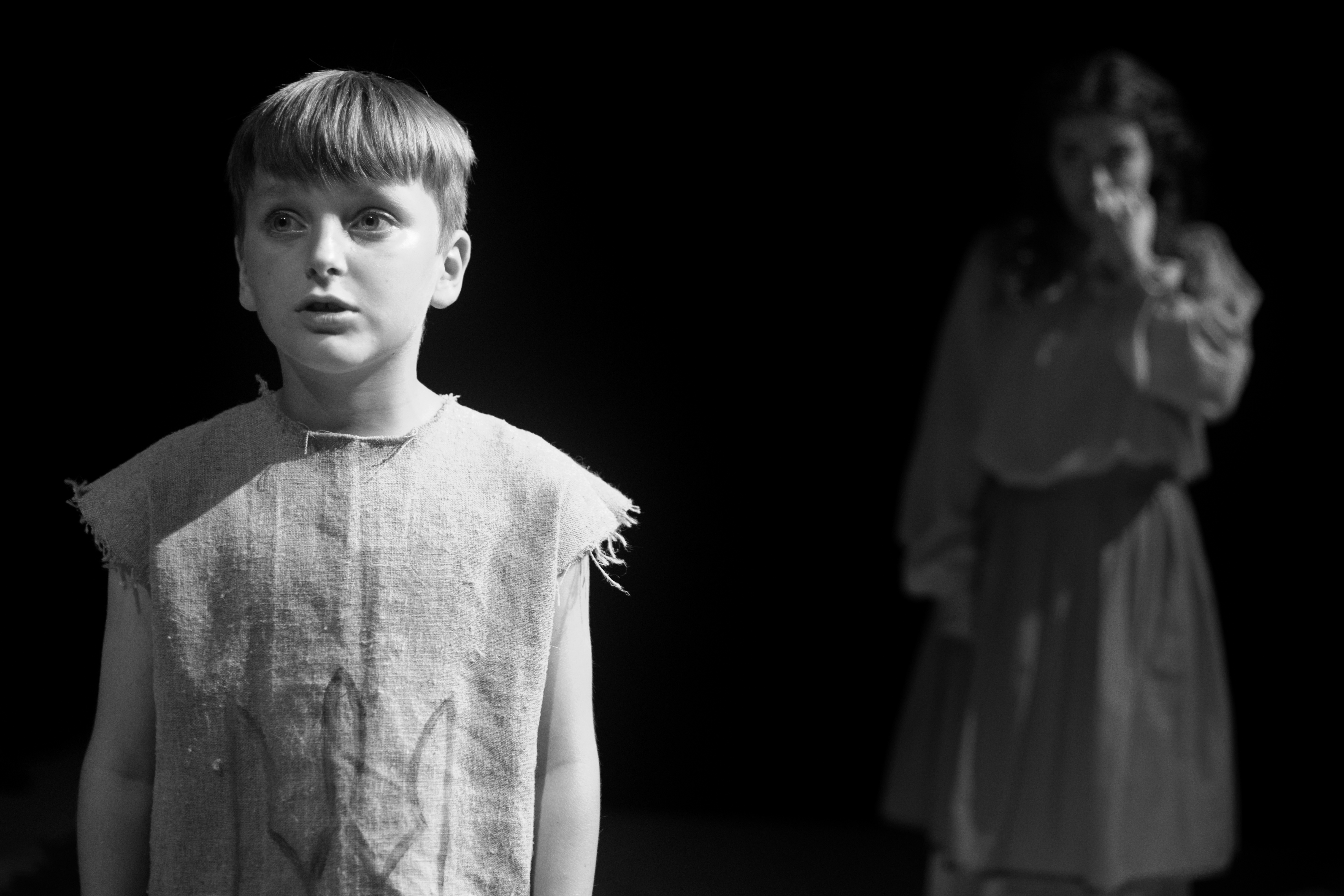
Вистава «Катерина»
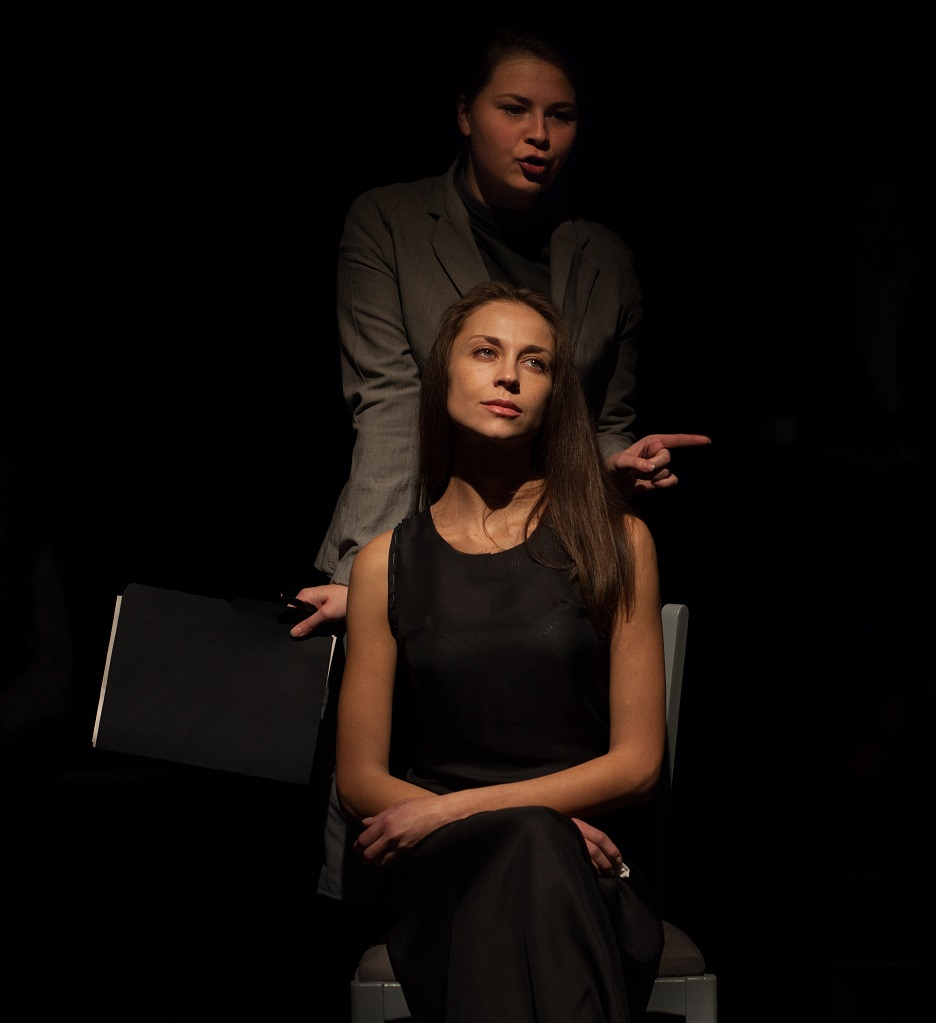
Вистава «Ніч 16 січня»
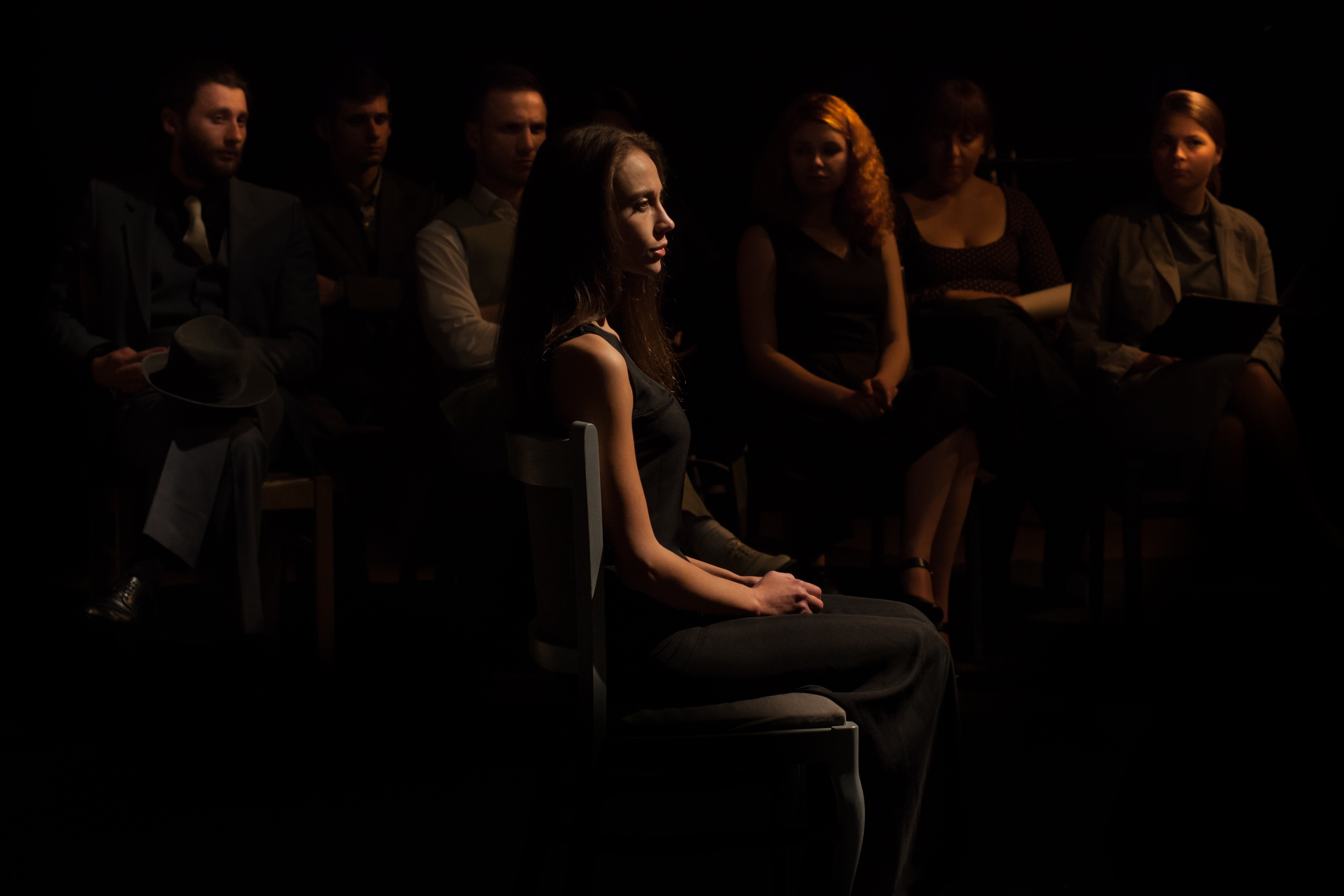
Вистава «Ніч 16 січня»
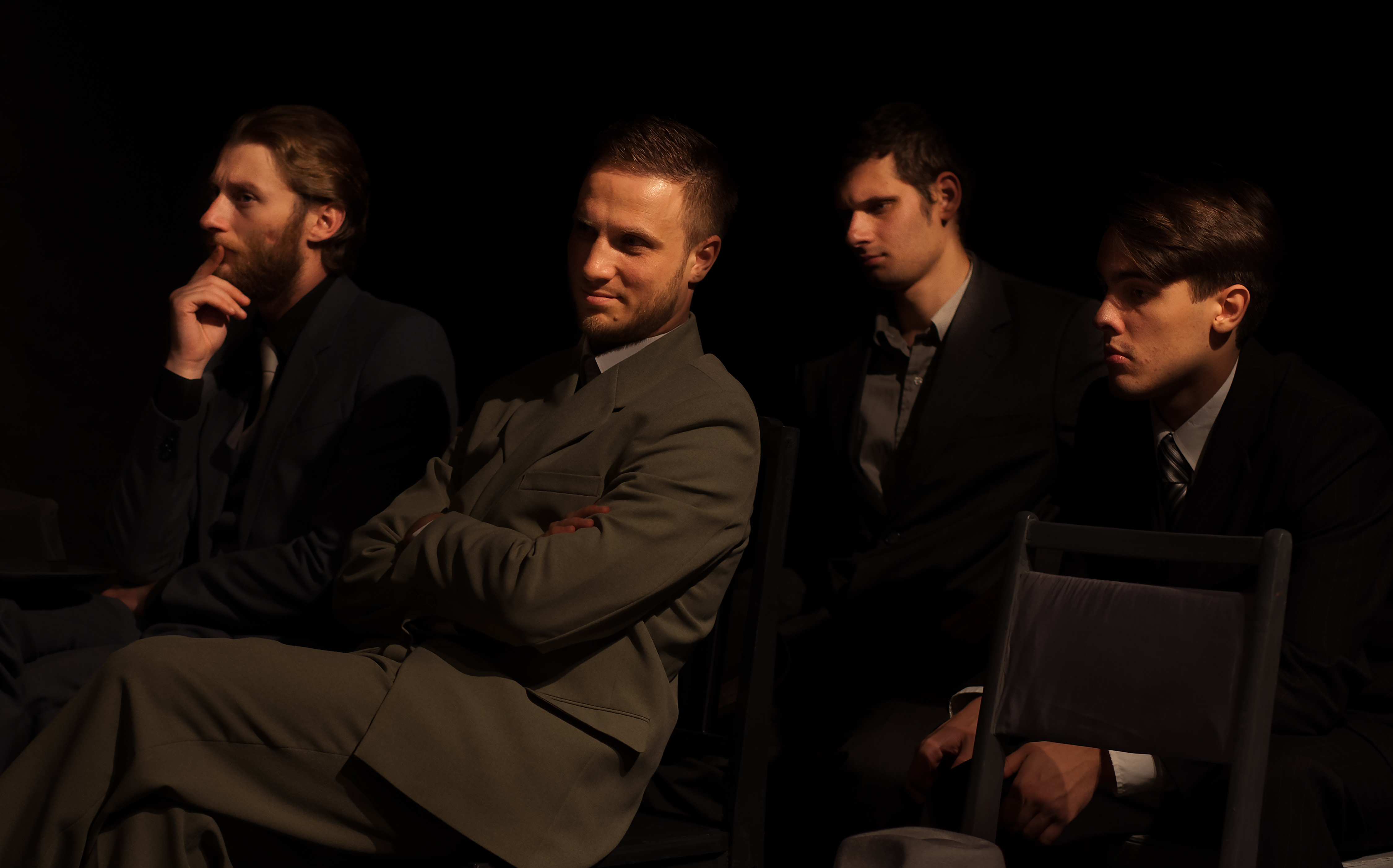
Вистава «Ніч 16 січня»
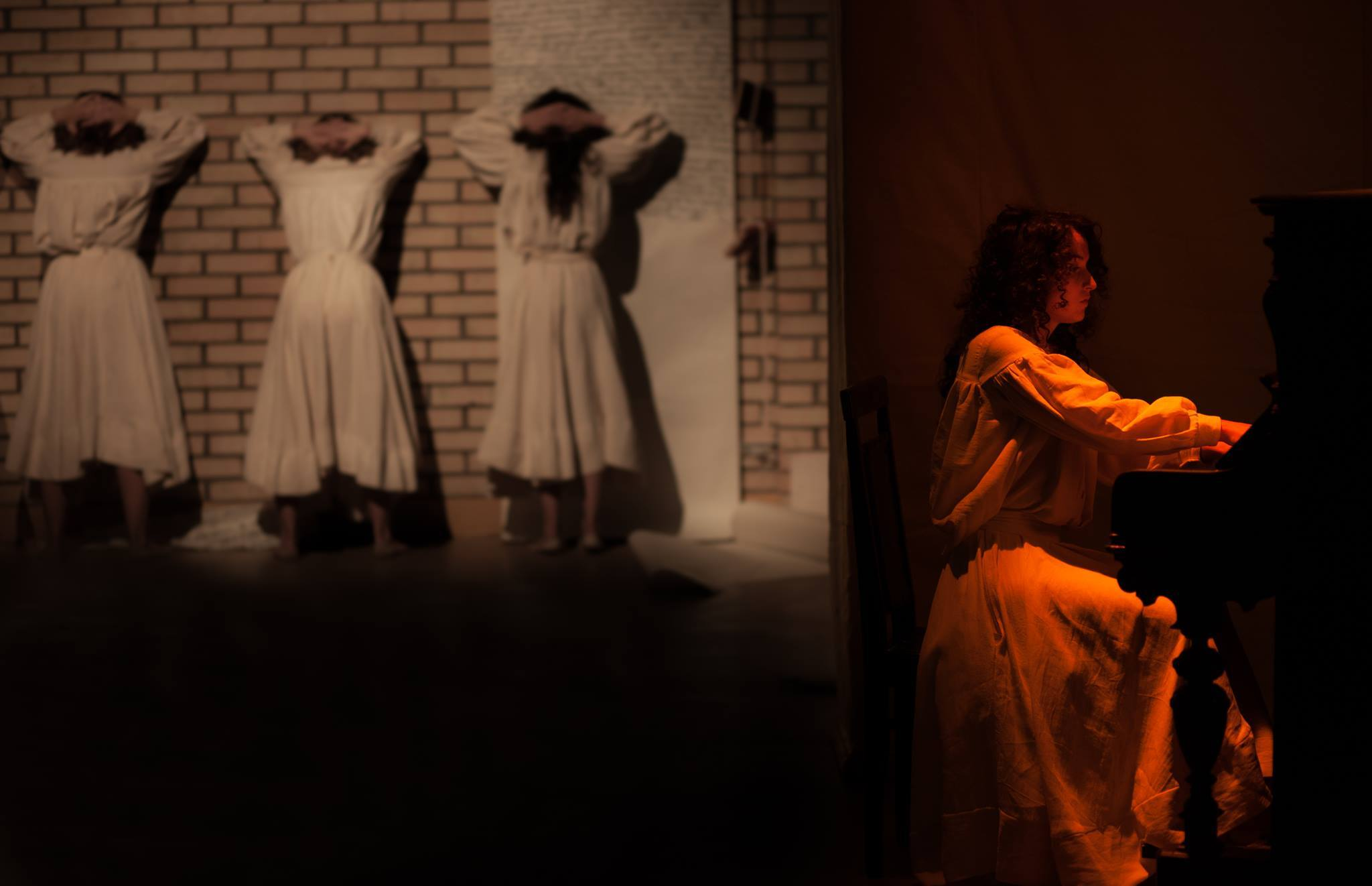
Вистава «Політично ненадійний»
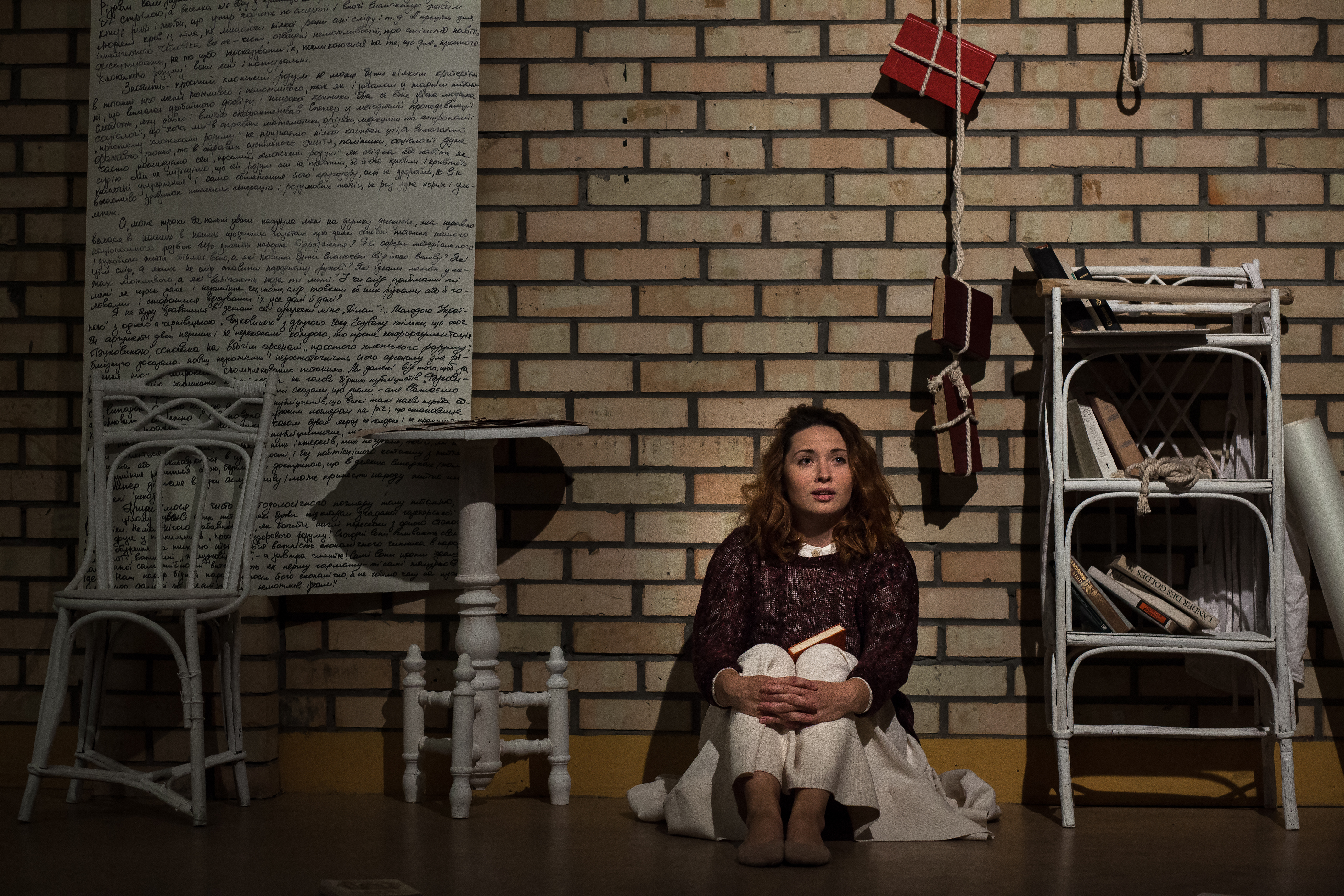
Вистава «Політично ненадійний»
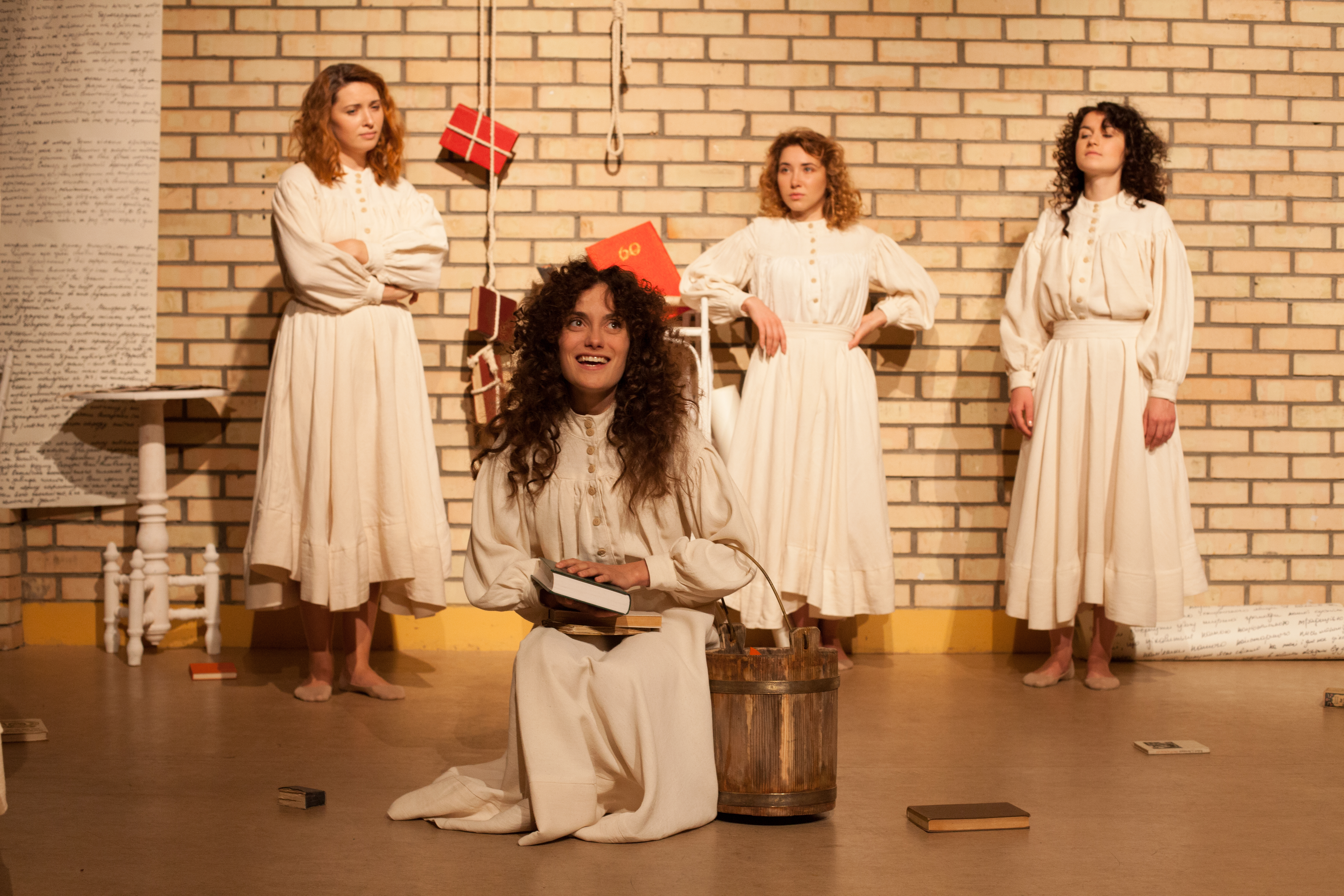
Вистава «Політично ненадійний»
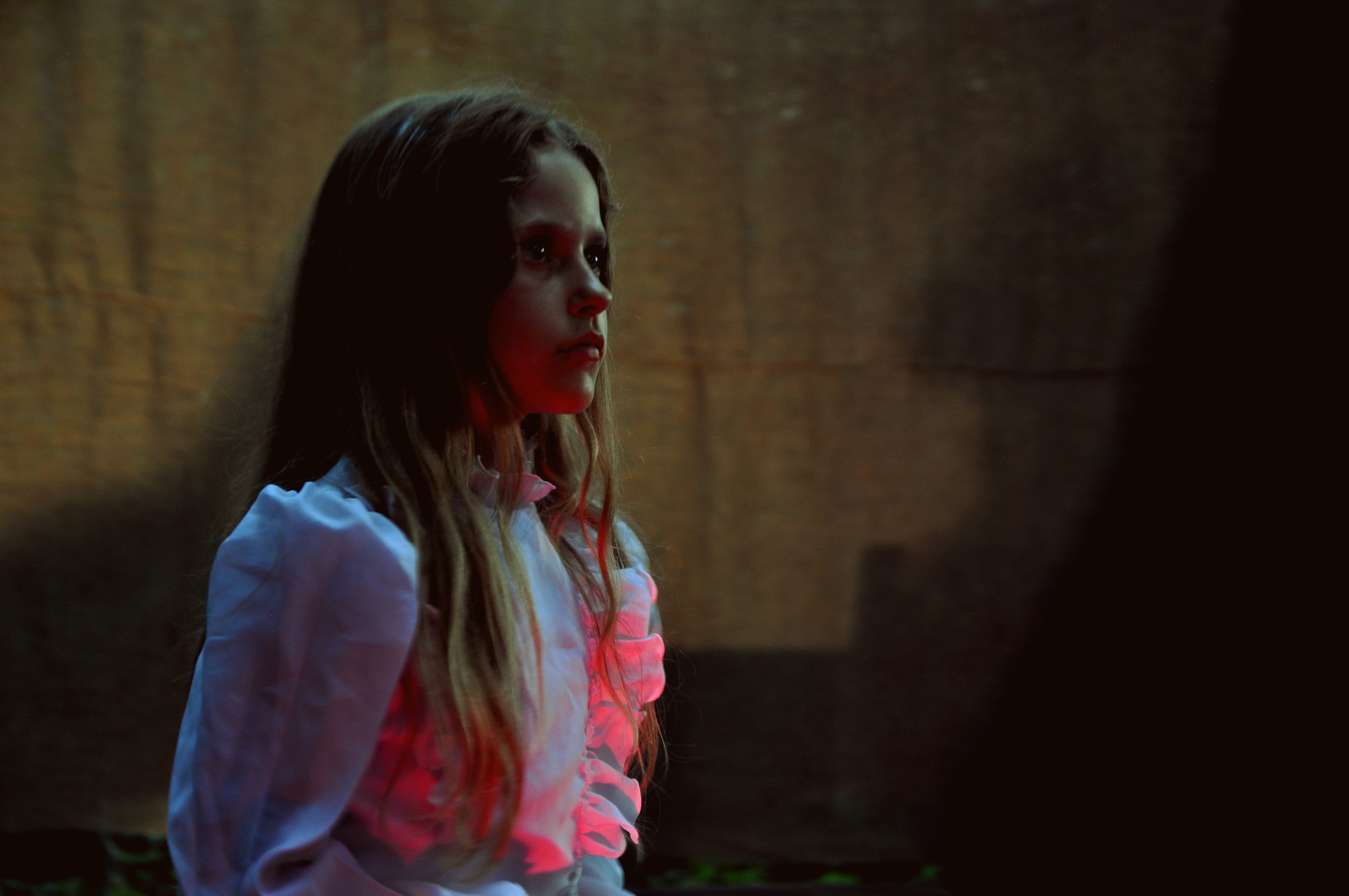
Вистава «Школа диявола»
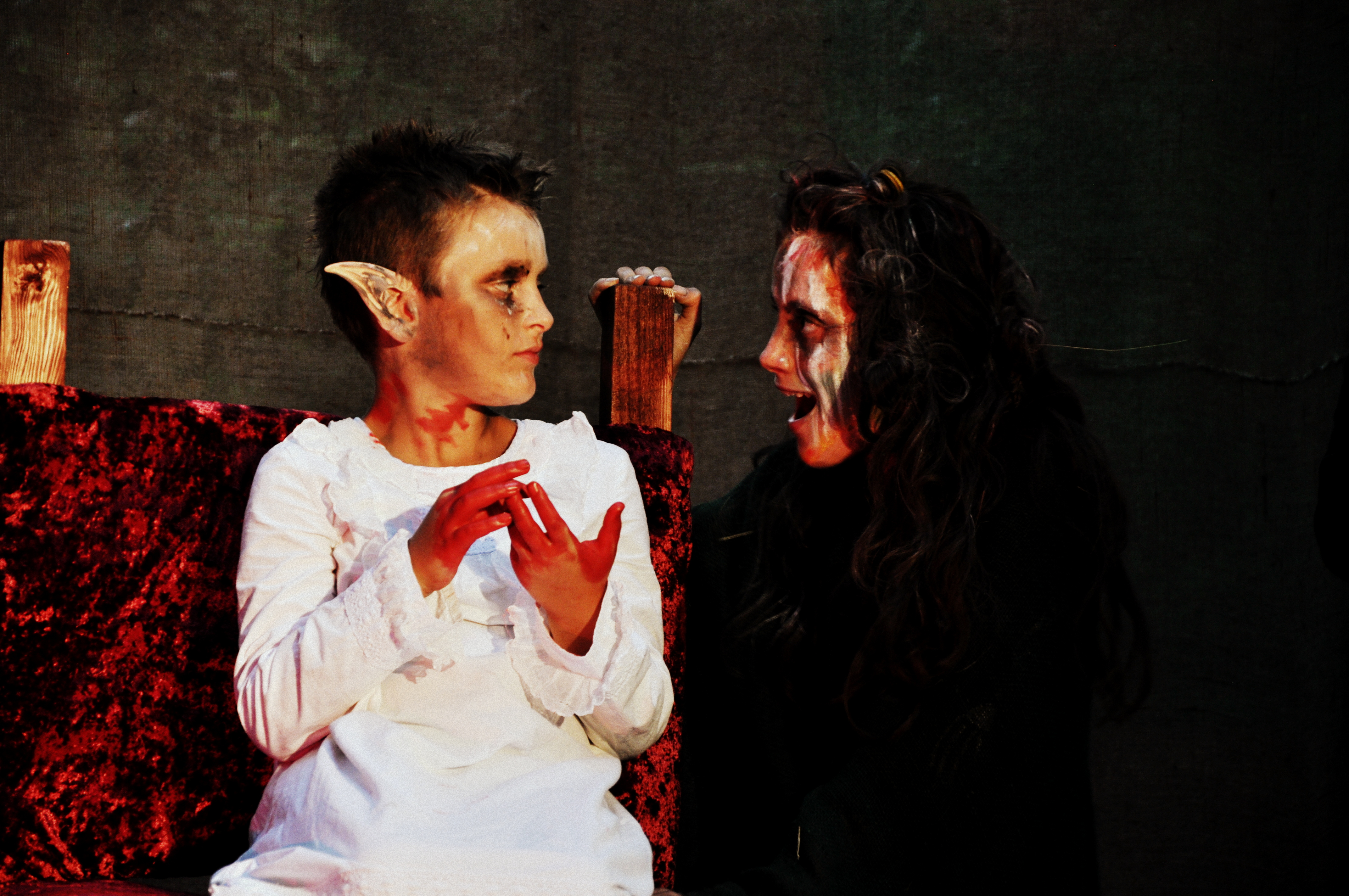
Вистава «Школа диявола»
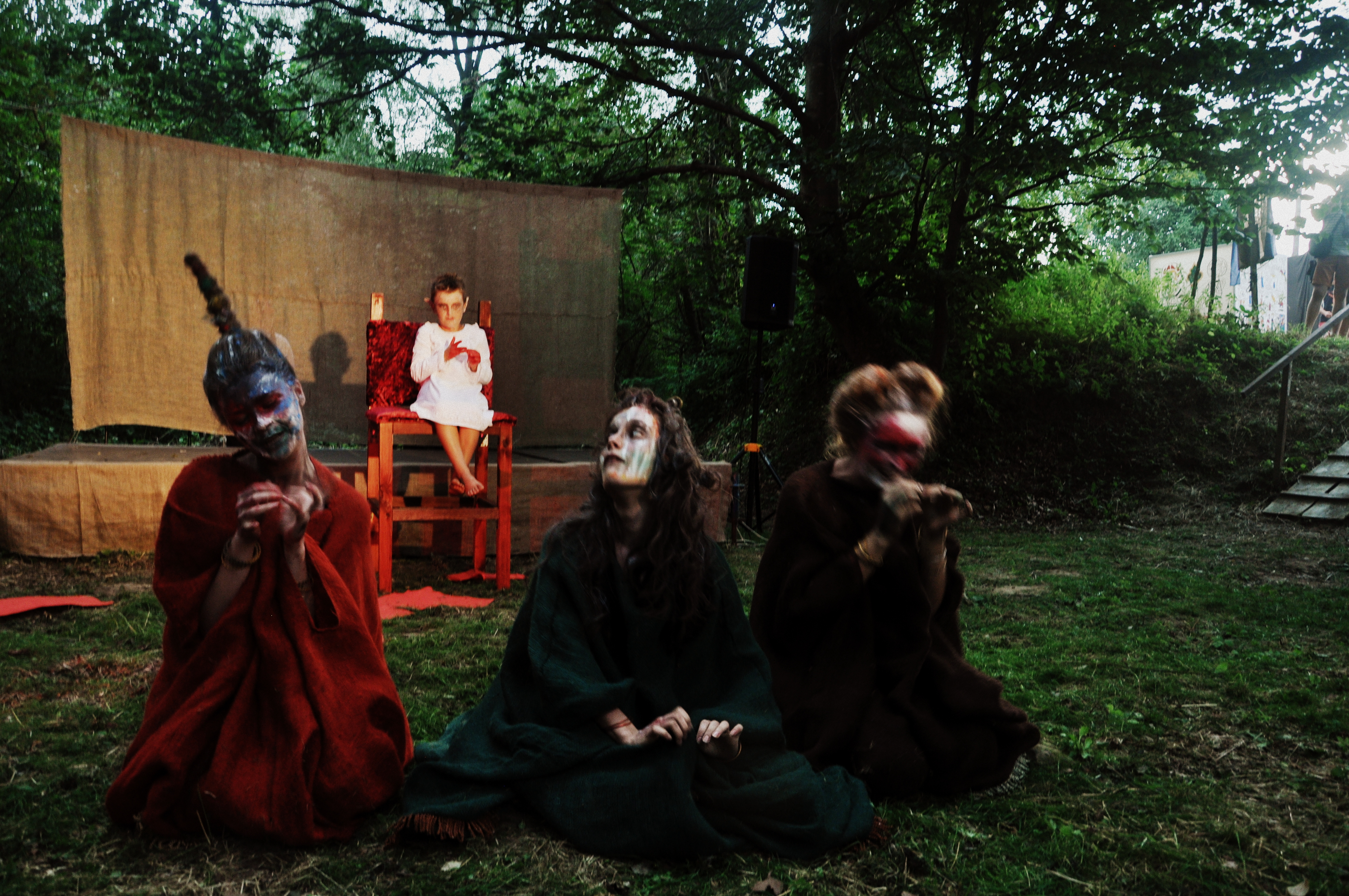
Вистава «Школа диявола»